# Paraphierung
Paraphierung bezeichnet die billigende Zustimmung zu einem Vertragstext durch Anbringen der Initialen (= Paraphen). Es ist sowohl bei völkerrechtlichen Verträgen üblich, als auch im geschäftlichen Rechtsverkehr, dort jedoch vornehmlich unter Kaufleuten (sog. B2B-Geschäfte).

## Paraphierung im geschäftlichen Rechtsverkehr
Im rechtsgeschäftlichen Verkehr erfolgt eine Paraphierung überwiegend auf jeder einzelnen Seite eines Dokuments oder Vertrags jeweils ganz rechts unten durch die beteiligten Vertragsparteien. Für jede Vertragspartei paraphieren in der Praxis meist eine bis zwei Personen.
Gesetze bzw. Paragraphen, die eine Paraphierung regeln oder erläutern, gibt es nicht. Die Paraphierung hat daher für sich keine rechtliche Auswirkung. Insbesondere führt sie nicht schon zum Inkrafttreten von Verträgen. Darüber hinaus leiten sich auch keine zivilrechtlichen Pflichten oder Rechte für die Paraphierenden ab. Ebenso wenig gibt es eine gesetzliche Pflicht zur Paraphierung von Vertragsdokumenten im geschäftlichen Rechtsverkehr. Die Paraphierung muss insoweit auch nicht zwingend von den Unterzeichnern eines Vertrags vorgenommen werden, sondern kann auch von fachlich verantwortlichen Personen (z. B. Verhandlungsführern, Abteilungsleiter, Rechtsabteilung) erfolgen.
Sinn und Zweck der Paraphierung ist vornehmlich, mehrseitige Dokumente und Verträge gegen Veränderung oder Austausch der Blätter zu schützen. Die Paraphierung hat zudem insbesondere bei umfangreichen Vertragswerken, von denen sich zur Begleitung des Vollzugs in der Regel eine größere Anzahl von Kopien im Umlauf befindet, den praktischen Vorteil, dass sich der definitive Text einfach von den oft zahlreichen, sich ebenfalls noch im Umlauf befindlichen Entwurfsversionen unterscheiden lässt. Darüber hinaus wird in größeren Unternehmen die Paraphierung durch fachlich Verantwortliche auch als rein interne Voraussetzung für eine Freigabe zur rechtsverbindlichen Unterzeichnung durch die Geschäftsführung oder Prokuristen verwendet.

## Paraphierung von völkerrechtlichen Verträgen
Bei völkerrechtlichen Verträgen, wie beispielsweise Steuer-Abkommen zwischen zwei Staaten, legen die Verhandlungsführer mit der Paraphierung den ausgehandelten Vertragstext vorläufig fest. Dieser paraphierte Text ist in der Regel vorerst vertraulich. Die Paraphierung wird in der Regel durch die Verhandlungsführer (z. B. Außenminister zweier Staaten, die gemeinsam eine schriftliche Vereinbarung treffen) vorgenommen. Wichtig ist, dass eine völkerrechtliche Vereinbarung nicht schon mit der Paraphierung gültig ist, sondern erst, wenn sie ratifiziert wurde. Das Paraphieren ist somit nur der erste Schritt zu einem gültigen völkerrechtlichen Vertrag.
Ablauf einer völkerrechtlichen Paraphierung in der Schweiz (Beispiel):
Staatliche Abkommen werden in der Schweiz erst nach der Unterzeichnung veröffentlicht. Die Ermächtigung zur Unterzeichnung erteilt der Bundesrat. Anschließend sind die völkerrechtlichen Verträge durch den National- und den Ständerat zu genehmigen. Hat auch der Partnerstaat das Abkommen genehmigt, so kann es ratifiziert werden. Dies ist die Voraussetzung des Inkrafttretens, wobei der Zeitpunkt des Inkrafttretens von der getroffenen Vereinbarung abhängt.